# Herrmannella longichaeta
Herrmannella longichaeta är en kräftdjursart. Herrmannella longichaeta ingår i släktet Herrmannella och familjen Sabelliphilidae. Inga underarter finns listade i Catalogue of Life.